# Плавання на відкритій воді на Чемпіонаті світу з водних видів спорту 2015 — 25 км (жінки)
Змагання з плавання на відкритій воді на дистанції 25 кілометрів серед жінок на Чемпіонаті світу з водних видів спорту 2015 відбулись 1 серпня.

## Результати
Заплив розпочався о 08:00.
| Місце | Плавчиня           | Країна    | Час       |
| ----- | ------------------ | --------- | --------- |
| 1     | Ана Марсела Кунья  | Бразилія  | 5:13:47.3 |
| 2     | Анна Олаш          | Угорщина  | 5:14:13.4 |
| 3     | Ангела Маурер      | Німеччина | 5:15:07.6 |
| 4     | Орелі Мюллер       | Франція   | 5:16:07.5 |
| 5     | Фіннія Вунрам      | Німеччина | 5:19:02.5 |
| 6     | Маргаріта Домінгес | Іспанія   | 5:19:39.4 |
| 7     | Аліче Франко       | Італія    | 5:19:50.5 |
| 8     | Емілі Брюнменн     | США       | 5:19:51.2 |
| 9     | Ешлі Твічелл       | США       | 5:20:20.8 |
| 10    | Іларія Раймонді    | Італія    | 5:21:05.2 |
| 11    | Ольга Козідуб      | Росія     | 5:22:46.1 |
| 12    | Джессіка Волкер    | Австралія | 5:23:33.0 |
| 13    | Челсі Губецка      | Австралія | 5:28:49.2 |
| 14    | Ніколетта Кіш      | Угорщина  | 5:30:36.4 |
| 15    | Ленка Штербова     | Чехія     | 5:36:09.9 |
| 16    | Ян Даньдань        | Китай     | 5:42:19.5 |
| 17    | Цао Шиюе           | Китай     | 6:02:49.7 |
|       | Бетіна Лоршейттер  | Бразилія  | DNF       |
|       | Ксенія Романчук    | Казахстан | DNF       |
|       | Сільвіє Рибарова   | Чехія     | DNF       |
|       | Хулія Аріно        | Аргентина | DNF       |